# Деккан Муджахидин
Деккан Муджахедин — предполагаемая исламистская террористическая группа, работающая в пределах Индии. Согласно электронному письму, посланному в службы новостей, взяла на себя ответственность за нападения на Мумбаи 26 ноября 2008, в котором 195 человек были убиты, и более чем 250 пострадали. Причастность этой группы не была подтверждена, и могла быть обманом или вымышленным именем другой организации. Возможно, что организация, если она существует, может быть связана с индийскими моджахедами. По более уточненным данным отряд «декканских моджахедов» прошел курс обучения в Пакистане в тренировочных лагерях радикальной исламской группировки «Лашкар-э-Тайба» («Легион правоверных»).